# Vedergällningsteori
Vedergällningsteorin är inom juridiken den straffteori, enligt vilken straffets ändamål endast är att tillfoga brottslingen ett lidande för det brott som denne har begått. Något ändamål därutöver är eller bör inte vara normerande för dess användning. 
I motsats till den tidigare mera primitiva straffrättsskipningen då straffets utkrävande övervägande framstår som den enskildes med samhällsmaktens bemyndigande eller av samhällsmyndigheten själv utövad hämndeakt, senare endast till viss grad modifierad genom talionsgrundsatsen, inlägges i denna teori tillika ett krav på, att detta lidande skall vara till sin intensitet så vitt möjligt graderat efter graden av skuld hos den skyldige.

## Skuldens grad
Skuldens grad bestäms av 
1. rättskränkningens intensitet, vilken åter beror dels på arten av det intresse, mot vilket gärningen varit riktad, dels på den omfattning, i vilken det lidit intrång, respektive den grad, i vilken det utsatts för fara
2. intensiteten i brottslig vilja hos den skyldige
3. den allmänna beskaffenheten av hans psyke i handlingens ögonblick (så kallade förminskat tillräkneliga bör ha lägre straff).

## 1500-talet och framåt
Såsom denna åskådnings grundläggare i modern tid kan Hugo Grotius anses ("poena est malum passionis, quod infligitur ob malum actionis"). Efter att under upplysningstiden ha varit tillbakaträngd av preventionstankar blev den efter den Kantska filosofins genombrott vid mitten av 1800-talet åter ledande genom den så kallade klassiska straffrättsskolan. 
Enligt dess straffteori avser straffet att vara en social-etisk värdering av den skuld delinkventen ådragit sig genom den utförda gärningen, uttryckt i ett visst mått av strafflidande, som skall tillfogas den skyldige. Denna värdering verkställs delvis av lagstiftaren, som uppställer maximi- och minimigränser för densamma genom strafflatitudens fixering, dels av straffdomaren, som inom dessa gränser verkställer den konkreta värderingen. Denna värderingsprocedur erinrar sålunda närmast om vissa medeltida pristaxor, vilka bestämde en varas såväl maximi- som minimipris och överlät åt kontrahenterna att inom dessa gränser bestämma det konkreta försäljningspriset. Frågar man, varför denna värderingsprocedur skall utmynna i ett brottsligen avsiktligt tillfogat lidande, svaras det i regel av vedergällningsteorins målsmän, att detta sker, eftersom han i handlingens ögonblick kunnat handla annorlunda, än han gjort. 

## 1900-talet
Under senare tid[när?] har vedergällningsteorin mer och mer blivit ersatt av preventionsteorin. Stundom söker man därvid försvaga dess innebörd genom att uppställa som straffets ändamål endast att vara ett uttryck för ett samhällets ogillande av den brottsliga gärningen, stundom åter finner man vedergällningsmomentet tillräckligt framhävt genom betonandet av att straffet alltid riktar sig mot en bestämd (brottslig) gärning av den som drabbas av detsamma, i det en sådan alltid förutsattes för dess inträde. 
Om man genom dylika formuleringar av vedergällningstankens innebörd avser att uppge straffets egenskap att fullfölja ett självständigt syfte att tillfoga delinkventen ett lidande, uppstår betydande svårigheter vid besvarandet av frågan, varuti vedergällningsstraffets särmärke till skillnad från andra samhällets inskridanden mot orätten egentligen består.